# NGC 1631
NGC 1631 è una vasta e lontana galassia lenticolare situata nella costellazione dell'Eridano, a una distanza di circa 445 milioni di anni luce dalla nostra Via Lattea.

## Scoperta
La galassia è stata scoperta l'11 dicembre 1835 dall'astronomo britannico John Herschel.